# Болхуны
Болхуны (в некоторых исторических документах указывался как Балхуны) — село в Ахтубинском районе Астраханской области, образует муниципальное образование «Село Болхуны» со статусом сельского поселения.

## История
Историческое название — Булхунной. Основано на левом берегу реки Ахтубы не позднее 1770 года, что подтверждается геометрической генеральной картой Астраханской губернии 1770 года. По другим данным — село основано в 1792 году, 1798 году или в 1822 году.
Местные жители занимались главным образом хлебопашеством и скотоводством.
В XIX в. — селение Болхунское.
Получило наименование от местного географического термина калмыцкого происхождения — балхун (бурхан), имеющего значение: «песчаные бугры, не покрытые растительностью».
К 1877 году в селе была церковь, волостное управление, пожарный обоз, более 100 ветряных мельниц, 55 лавок, 3 хлебных магазина, 3 винных склада.
Входило в Енотаевский уезд Астраханской губернии.
В 1925 году в Астраханской губернии были упразднены уезды. Вместо них образованы районы, среди которых и Болхунский район с административным центром в селе Болхуны.
Постановлением ВЦИК и СНК РСФСР от 21 мая и от 11 июня 1928 года был образован Владимировский район в составе Астраханского округа Нижневолжского края. В составе района находился Болхунский сельсовет, куда входило село Болхуны.
30 июля 1930 Сталинградский округ, как и большинство остальных округов СССР, был упразднён. Его районы отошли в прямое подчинение Нижне-Волжского края.
10 января 1934 года Нижне-Волжский край был разделён на Саратовский и Сталинградский края. Территория Астраханского округа вошла в состав Сталинградского края.
5 декабря 1936 года была создана Сталинградская область, в состав которой вошёл и Владимировский район.
Выходцы из села Болхуны были в числе первых 13 семей, основавших село Никольское, ныне г. Уссурийск в Приморском крае.

## Население
| 2002  | 2010  | 2012  | 2013  | 2014  | 2015  | 2016  |
| ----- | ----- | ----- | ----- | ----- | ----- | ----- |
| 2286  | ↘2202 | ↘2172 | ↘2126 | ↘2093 | ↘2079 | ↘2035 |
| 2017  | 2018  | 2019  | 2020  | 2021  |       |       |
| ↘2029 | ↘2005 | ↘1973 | ↘1959 | ↘1338 |       |       |

## Известные уроженцы
- Беспаев, Захар Сулейманович (1926—2009) — Герой Социалистического Труда.
- Гришанов, Василий Максимович (1911—1994) — советский военачальник, адмирал.
- Покусаев, Евграф Иванович (1909—1977) — советский литературовед